# Ronnie Aguilar
Ronnie Aguilar, Spitzname Big Ron (* 24. Juni 1987 in Los Angeles, Kalifornien) ist ein US-amerikanischer Basketballspieler, der auf der Position des Center spielt.

## Karriere

### High-School
Seine High-School-Zeit verbrachte Aguilar auf der John Marshall High School, wo er Basketball, Volleyball und American Football spielte. Im Basketball war er zweimal MVP seines Teams und Team-Captain. Außerdem hält er mehrere Schulrekorde im Basketball.

### College
Während seiner College-Zeit an der Colorado State University (2005–2010) spielte er für das dortige Herren-Basketball-Team, die Colorado State Rams, wo er in mehreren Spielen durch Double-Double-Stats und sehr gute Defensivleistungen in den Kategorien Blocks und Rebounds glänzen konnte.

### Development League
In der Saison 2011/12 spielte er in 6 Spielen für die Bakersfield Jam in der NBA-Development League (D-League) und steuerte durchschnittlich 2,2 Punkte und 4,2 Rebounds in 11,5 Minuten Spielzeit pro Spiel bei.

### NBA
Für die Vorsaison der NBA-Saison 2012/13 wurde er von den Los Angeles Lakers, dem bekanntesten Team seiner Geburtsstadt Los Angeles, verpflichtet und am 20. Oktober, noch vor Beginn der regulären Spielzeit, wieder entlassen.

## Persönliches
Ronnie Aguilar ist der Sohn der aus Honduras stammenden Lilian Romero und dem aus El Salvador stammenden Gabriel Aguilar. Damit ist er der erste NBA-Spieler mit dieser Abstammung. Er hat zwei Brüder Kivin und Jason sowie eine Schwester namens Jasmine.  Sein Lieblingsfilm ist Spike Lee’s „Spiel des Lebens“, seine Lieblings-TV-Show ist die englische Version von „Der Preis ist heiß“.